# Championnats de France d'athlétisme 1947
Navigation
Championnats 1946 Championnats 1948
Les Championnats de France d'athlétisme 1947 ont eu lieu les 2 et 3 août 1947 au Stade olympique Yves-du-Manoir de Colombes. 

## Palmarès
| Discipline        | Hommes              | Hommes            | Femmes               | Femmes       |
| ----------------- | ------------------- | ----------------- | -------------------- | ------------ |
| 60 m              | -                   | -                 | Josiane Grossmann    | 7 s 9        |
| 100 m             | Etienne Bally       | 10 s 9            | Léa Caurla           | 12 s 5       |
| 200 m             | Etienne Bally       | 21 s 8            | Léa Caurla           | 25 s 4       |
| 400 m             | Bernard Santona     | 48 s 8            | -                    | -            |
| 800 m             | Marcel Hansenne     | 1 min 50 s 6      | Raymonde Sénillon    | 2 min 21 s 6 |
| 1 500 m           | Jean Vernier        | 3 min 53 s 0      | -                    | -            |
| 5 000 m           | Alain Mimoun        | 15 min 04 s 0     | -                    | -            |
| 10 000 m          | Alain Mimoun        | 31 min 21 s       | -                    | -            |
| 80 m haies        | -                   | -                 | Janine Magnin        | 12 s 3       |
| 110 m haies       | André-Jacques Marie | 15 s 0            | -                    | -            |
| 400 m haies       | Yves Cros           | 53 s 8            | -                    | -            |
| 3 000 m steeple   | Jean Gallet         | 9 min 33 s 8      | -                    | -            |
| 10 000 m marche   | Émile Maggi         | 49 min 39 s 8     | -                    | -            |
| 50 km marche      | Pierre Mazille      | 5 h 03 min 09 s 4 | -                    | -            |
| Saut en longueur  | Georges Damitio     | 7,35 m            | Sylvia Mathiotte     | 5,29 m       |
| Triple saut       | Raymond Laborde     | 14,05 m           | -                    | -            |
| Saut en hauteur   | Georges Damitio     | 1,90 m            | Micheline Ostermeyer | 1,57 m       |
| Saut à la perche  | Victor Sillon       | 3,80 m            | -                    | -            |
| Lancer du poids   | Paul-Henry Bourron  | 14,62 m           | Micheline Ostermeyer | 13,24 m      |
| Lancer du disque  | Paul Bockel         | 43,29 m           | Jacqueline Mazéas    | 38,03 m      |
| Lancer du marteau | Roger Braconnot     | 45,48 m           | -                    | -            |
| Lancer du javelot | Raymond Tissot      | 63,61 m           | Evelyne Pinard       | 36,13 m      |
| Décathlon         | Ignace Heinrich     | 6 687 pts         | -                    | -            |